# Dithyrea maritima
Dithyrea maritima là một loài thực vật có hoa trong họ Cải. Loài này được Davidson mô tả khoa học đầu tiên năm 1923.